# بوينغ إكس بيه-7
طائرة بوينغ بوينغ إكس بيه-7 كانت نموذج مبدئية لمقاتلة اميركية ذو سطحين من عشرينات القرن العشرين.

## المشغلون
- سلاح الجو الأميريكي

## المواصفات
مصدر البيانات: <ref name='Angel'>
الخصائص العامة
- طاقم العمل: 1
- الطول: 24 قدم 0 إنش (7.31 م)
- طول الجناح: 32 قدم 0 إنش (9.75 م)
- الأرتفاع: 9 قدم 0 إنش (2.74 م)
- منطقة الجناح: 252 قدم2 (23.4 م2)
- الوزن الفارغ: 2,358 رطل (1,070 كجم)
- الوزن الإجمالي: 3,260 رطل (1,479 كجم)
- المحرك: 1 × Curtiss V-1570-1, 600 حصان ( كيلو وات) لكل

الأداء
- السرعة القصوى: 167.5 ميل/ساعة (270 كم/س)
- سرعة الأنطلاق: 134 ميل/ساعة (216 كم/س)
- المدى: 250 ميل (402 كم)
- الحد الأقصى للخدمة: 22,300 قدم (6,797 م)
- معدل الصعود: 1408 قدم / دقيقة (7.2 م/ث)

التسليح
- رشاش  50. بوصة
- رشاش  30. بوصة
- 125رطل (57كغ) قذائف